# اوچونجو محمودلو
اوچونجو محمودلو (ترکی آذربایجانی: Üçüncü Mahmudlu) یک منطقهٔ مسکونی در جمهوری آرتساخ است که در استان هادروت واقع شده‌است.